# Christian Ertel (Schrittmacher)

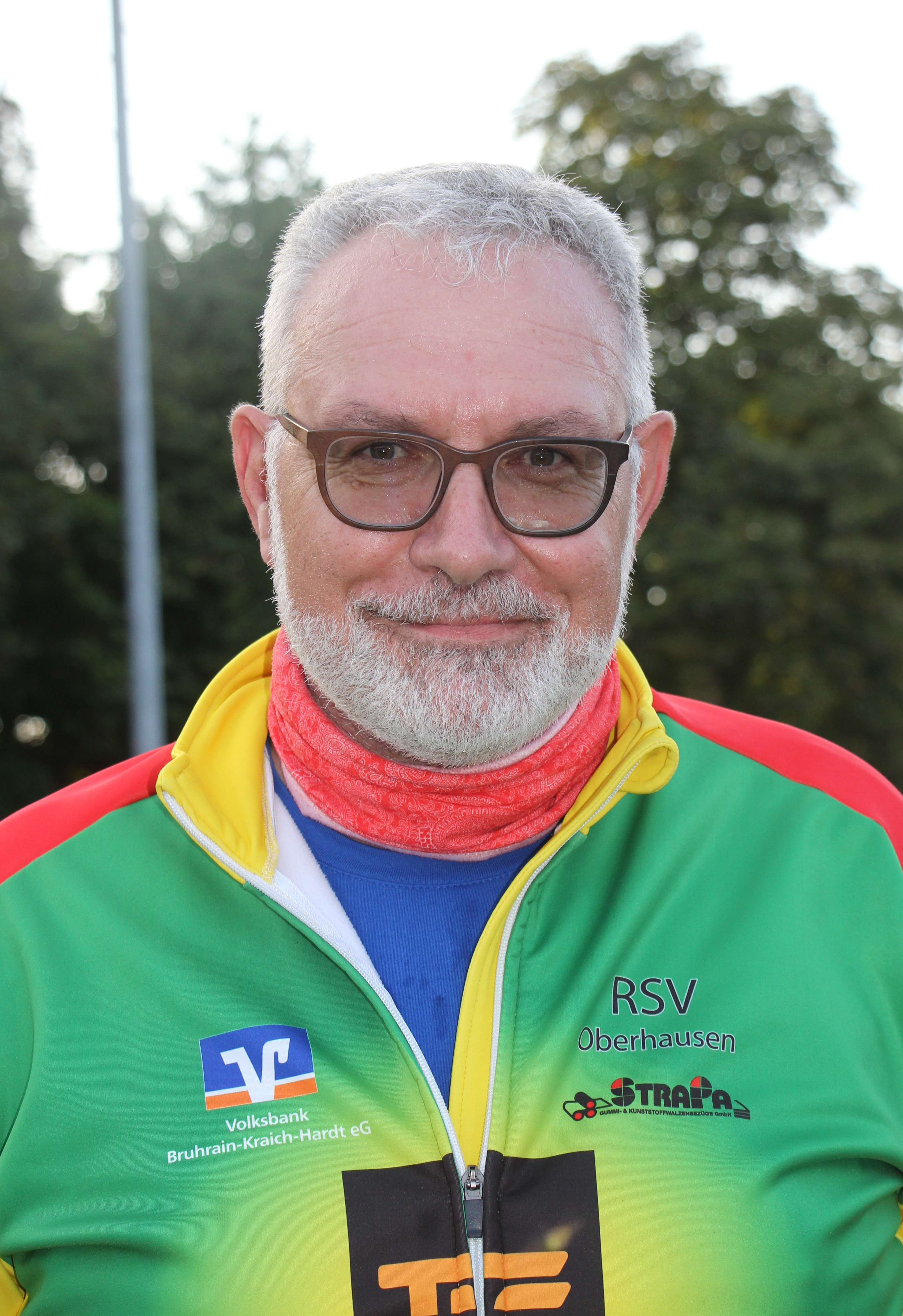
Christian Ertel (2023)

Christian Ertel (* ca. 1967) ist ein deutscher Derny-Schrittmacher.

## Sportlicher Werdegang
Christian Ertel stammt aus Leipzig, lebt in Ettlingen und fährt für den RSV Edelweiß Oberhausen (Stand 2023). Bei Rennen auf der Alfred-Rosch-Kampfbahn in seiner Geburtsstadt entwickelte er seine Leidenschaft für den Radsport, auch kam er durch die Internationale Friedensfahrt in Kontakt mit dem Radrennsport.
Ab 2007 ließ sich Ertel von dem Schrittmacher und mehrfachen Weltmeister Dieter Durst ausbilden. Er entschied sich aber für Dernys anstatt für Schrittmacher-Motorräder für Steherrennen, da diese immer seltener ausgetragen werden. Seine Größe von 1,95 Metern ist dabei ein Vorteil, da er so mehr Windschatten spendet.
Gemeinsam mit dem Radsportler Achim Burkart wurde Ertel vier Mal deutscher und zweifacher Europameister, mit Moritz Augenstein zwei Mal nationaler Meister und mit insgesamt sechs Titeln der erfolgreichste deutsche Derny-Schrittmacher. Auch führt er regelmäßig die Radsportlerin Romy Kasper, die 2021 den Derny-Cup der Frauen gewann und 2023 hinter ihm deutsche Vize-Meisterin wurde.

## Erfolge

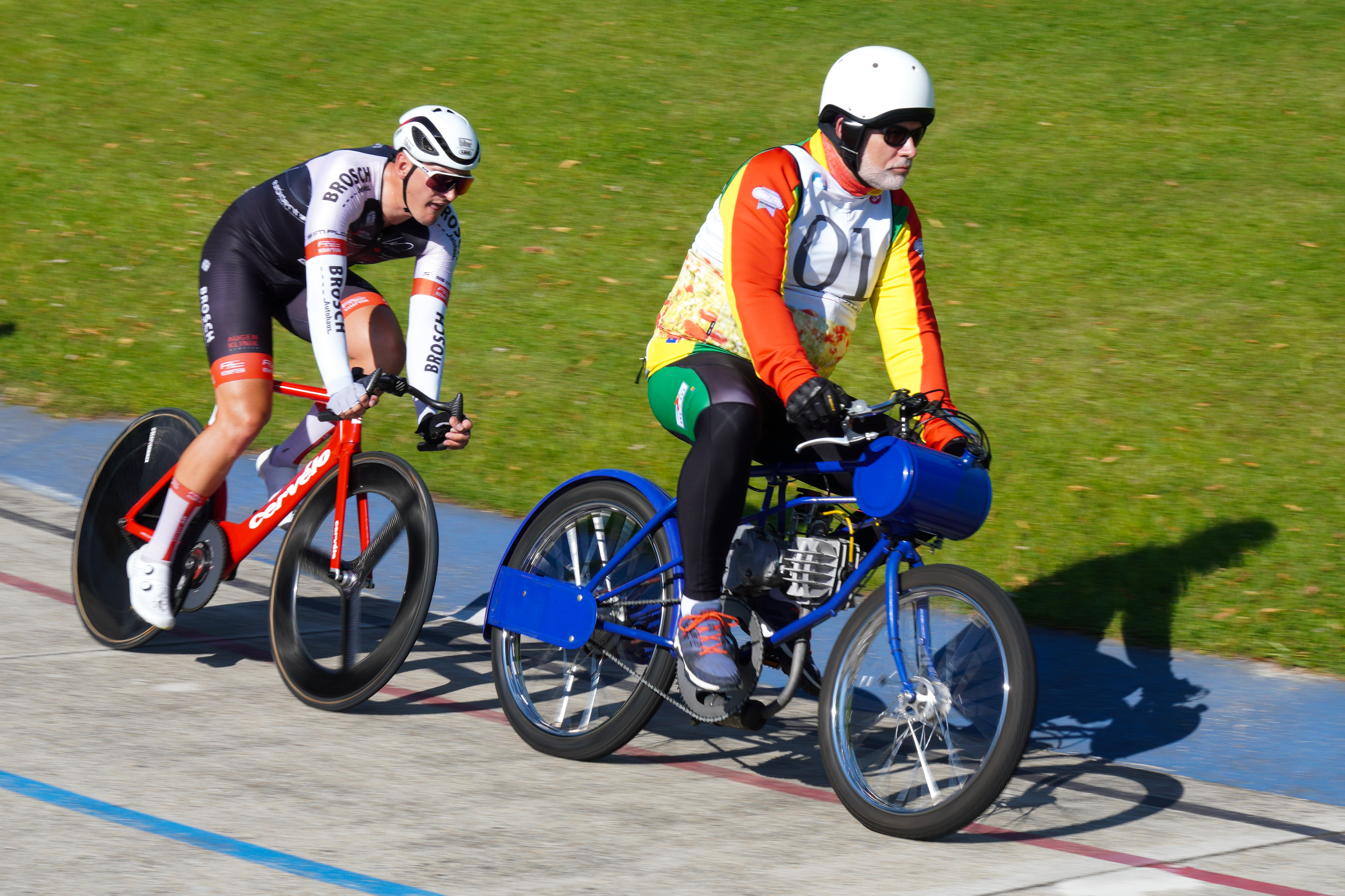
Ertel führt Moritz Augenstein bei der deutschen Derny-Meisterschaft 2023 in Niederpöring

2016
- Deutscher Meister - Derny (vor Achim Burkart)

2017
- Europameister - Derny (vor Achim Burkart)
- Deutscher Meister - Derny (vor Achim Burkart)

2018
- Deutscher Meister - Derny (vor Achim Burkart)
- Europameisterschaft - Derny (vor Achim Burkart)

2019
- Derny-Europameister - Derny (vor Achim Burkart)
- Deutscher Meister - Derny (vor Achim Burkart)

2021
- Derny-Cup der Frauen  (vor Romy Kasper)

2022
- Deutscher Meister – Derny (vor Moritz Augenstein)

2023
- Deutscher Meister – Derny (vor Moritz Augenstein)